# نوئل روزا
نوئل دمیروز روزا (پرتغالی: Noel de Medeiros Rosa؛ زاده ۱۱ دسامبر ۱۹۱۰ – درگذشته ۴ مهٔ ۱۹۳۷) ترانه‌سرا، آهنگساز، خواننده و نوازنده گیتار/ماندولین اهل برزیل بود.
نوئل یکی از بزرگترین نام‌های موسیقی محبوب برزیل، پیچ و تاب جدیدی به سامبا بخشید و ریشه‌های آفریقایی و برزیلی خود را با زبانی شهری‌تر و شوخ‌تر ترکیب کرد و آن را به وسیله‌ای برای تفسیر اجتماعی طنز آمیز تبدیل کرد. او بین سال‌های ۱۹۲۹ تا ۱۹۳۷ میلادی فعالیت می‌کرد.

## بزرگداشت
- در ۱۱ دسامبر سال ۲۰۱۹، گوگل ۱۰۹مین سالگرد تولد خود را با گوگل دودل جشن گرفت.[۳]
- یک تونل در محله ویلا ایزابل در ریو دوژانیرو به افتخار وی نامگذاری شده‌است.[۴]